# درد احشایی
درد احشایی نوعی از درد می‌باشد که پس از تحریک گیرنده‌های درد موجود در بافت‌های احشایی پدید می‌آید. در تشخیص بالینی، درد احشای مختلف شکم و سینه یکی از معدود معیارهایی است که می‌توان از آن در جهت تشخیص التهاب احشایی، بیماری عفونی احشایی و دیگر بیماری‌های احشایی بهره برد. 
درد احشایی از جهات گوناگون با درد سطحی در تفاوت می‌باشد. از مهم‌ترین اختلافات بین درد سطحی و درد احشایی این است که آسیب‌های کاملاً موضعی احشاء به ندرت باعث درد شدید می‌شوند. به عنوان مثال، جراح می‌تواند روده یک شخص هشیار را بدون ایجاد درد مشخص، به دو نیم قطع نماید. با این حال، هر محرکی که باعث تحریک منتشر پایانه‌های عصبی درد در سراسر عضو احشایی شود، منجر به ایجاد دردی می گردد که می‌تواند شدید باشد؛ چنین محرک هائی عبارتند از: ایسکمی بافت احشایی، آسیب شیمیایی سطوح احشاء، اسپاسم عضله صاف احشای تو خالی، اتساع بیش از حد احشای تو خالی و کشیده شدن بافت پیوندی درون یا اطراف احشاء. 